# L'Essor (cercle artistique)
Pour les articles homonymes, voir L'Essor.
L'Essor est une association d'artistes en arts visuels, active à Bruxelles de 1876 à 1891.

## Historique

### Fondation de L'Essor
L'Essor est la continuité du « Cercle des anciens élèves et élèves de l'Académie royale des beaux-arts de Bruxelles », créé en 1876. Le cercle modifie son nom en L'Essor en novembre 1879 et n'a plus aucun lien avec l'Académie. La devise de L'Essor est « un art unique, une vie unique » et met donc l’accent sur le lien qui doit unir l’Art à la Vie. Les fondateurs sont perçus comme progressistes et veulent se rebeller contre le Cercle artistique et littéraire de Bruxelles, bourgeois et conservateur.

### Les membres de L'Essor
Louis Cambier, Léon Herbo, Henri Permeke (le père de Constant Permeke), Louis Pion et Franz Seghers figurent parmi les fondateurs du Cercle et, curieusement, aucun de ces artistes n'a jamais eu l'étiquette progressiste.
Lors de la modification du nom en L'Essor, Édouard Duyck, Emile Hoeterickx, Julien Dillens, Amédée Lynen et Auguste-Ernest Sembach rejoignent le groupe, dont Julien Dillens devient président. Peu à peu, d'autres artistes adhèrent ou exposent à L'Essor comme Fernand Khnopff (qui participe pour la première fois à une exposition de L'Essor en 1881), Albert Ciamberlani, Frantz Charlet, Albert Dillens, James Ensor, Darío de Regoyos, Albert Baertsoen, Georges De Geetere, Georges Fichefet, Joseph François, Jean Mayné, Alexandre Marcette Théo Van Rysselberghe, Willy Schlobach, Guillaume Vogels, Léon Frédéric, François Halkett, George Pierre, Adolphe Hamesse, Alexandre Hannotiau, Léon Houyoux, Antoine Lacroix, Charles Samuel, Georgette Meunier et Emile Van Damme-Sylva,.

### Scission et création du groupe Les XX et de Pour l'art
En 1883, quelques artistes quittent le mouvement à la suite d'un désaccord afin de créer un nouveau groupe artistique, Les XX. Ce mécontentement est venu principalement du fait que L'Essor n'avait pas vraiment de programme et accueillait aussi bien des artistes réalistes traditionnels que d'avant-garde.
Le cercle artistique L'Essor est officiellement dissous en 1891.
L'association d'artistes Pour l'art a également vu le jour en raison de l'insatisfaction des jeunes vis-à-vis des anciens membres de L'Essor, et cela en 1892.

## Objectifs
L'objectif principal est d'organiser des expositions où les membres du groupe pouvaient présenter leurs œuvres. L'Essor a ainsi exposé à Bruxelles, Anvers, Ostende et Londres. Ensuite, l'association était aussi une sorte de coopérative d'achat qui négociait afin d'obtenir des prix avantageux auprès des fournisseurs de matériel artistique. L'Essor organisait aussi de nombreux voyages, des fêtes et soirées pour lesquelles il y avait un véritable comité social. La société était structurée de façon rigide avec un président et un conseil d'administration élargi qui servait de jury pour les expositions.

## Expositions
L'Essor organise annuellement une exposition où étaient présentés les travaux de ses membres. Quinze expositions connues ont lieu entre 1876 et 1891. Lors des expositions, une tombola est tirée où les prix sont des d'œuvres d'art. En janvier 1878, le roi Léopold II, après sa visite de la seconde exposition, acquiert huit œuvres présentées par le cercle, dont les auteurs sont : Georges Reinheimer, Henri Permeke, Henri Évrard, Charles Goethals, Albert Dillens, Drains, Bellin et Daniel de Groux.
Les dates des expositions sont les suivantes :

### Exposition du Cercle des anciens élèves et élèves de l'Académie royale des beaux-arts de Bruxelles (1876-1879)
- IIe Exposition des élèves de l'Académie royale des Beaux-Arts, du 20 décembre 1877 au 20 janvier 1878, salle Marugg[3].

### Expositions sous le nom de L'Essor (1879-1891)
- Exposition de L'Essor (V) de (janvier 1881).
- Exposition de L'Essor (VI) de (janvier 1882) au palais des beaux-arts[4].
- Exposition de L'Essor (VII) de (de fin 1882 à janvier 1883)[5].
- Exposition de L'Essor (VIII) (de fin 1883 à janvier 1884)[6].
- Exposition de L'Essor (IX) (de janvier à février 1885)[7].
- Exposition de L'Essor (X) (de fin 1885 à janvier 1886)[8].
- Exposition de L'Essor (XI) (en mars 1887)[9].
- Exposition de L'Essor (XII) (en mars 1888)[10].
- Exposition de L'Essor (XIII) (du 16 mars 1889 au avril 1889)[11].
- Exposition de L'Essor (XIV) (en mai 1890)[12].
- Exposition de L'Essor (XV) - rétrospective - (en avril 1891)[13].

### Zwanze expositions (1885-1887)
En 1885 et 1887 sont organisées des « Zwanze expositions » qui présentent des œuvres allant du burlesque au non-sens le plus complet. La première manifestation de ce type a lieu le 28 février 1885. Elle débute par un concert de chansons humoristiques comme La Valse de l'étudiant pauvre, reprise en chœur par un public nombreux qui se rend ensuite à l'exposition, où sont parodiés Constantin Meunier : La remonte du puits avec sa vraie lampe de mineur, Hugo van der Goes de Émile Wauters, Le Terrassier à la décharge de Jean-François Raffaëlli ou encore le Buste de Célestin Demblon de Achille Chainaye. Les visiteurs admirent aussi les charges envers les journalistes comme les critiques d'art Lucien Solvay et Gustave Lagye. Théodore Hannon illustre ses Rimes de joie de manière japonisante. Le cartouche intitulé Pierre-Paul Rubens n'exposera pas cette année est représentatif de l'esprit qui prévaut.Lors de l'exposition en février 1887, 250 toiles sont exposées au musée du nord. Léon Frédéric y propose une parodie du Justinien de Benjamin-Constant, tandis que Léon Herbo collabore largement au projet par un envoi de trente portraits à charge,.

## Les autres sociétés artistiques
L'Essor a fonctionné simultanément avec une autre association, La Chrysalide, mais lui a survécu. L'Union des Arts et Les XX ont été fondés pendant l'existence de L'Essor. Peu après la dissolution de L'Essor en 1891, le cercle artistique Pour l'Art est créé en 1892.

## Concerts
L'Essor organise également des concerts en coopération avec L'Union Instrumentale, une association de jeunes musiciens.